# Britt en Ymke en het mysterie van...
Britt en Ymke en het mysterie van... is een Nederlands reality- en reisprogramma dat uitgezonden werd door RTL 5, waarin Britt Dekker en Ymke Wieringa iedere week een ander mysterie gingen ontrafelen.
Voor dit programma hadden Dekker en Wieringa een zes weken durende wereldreis gemaakt langs verschillende werelddelen. Dennis Weening en Rick Brandsteder vertelden waar de meiden naartoe moesten reizen en gaven de informatie over hun opdrachten door. Deze opdrachten passen bij de cultuur en gewoontes van de inheemse bevolking.
Dekker en Wieringa zijn voor het programma onder andere in Mexico, Namibië, Ecuador, de Filipijnen en Oman geweest. In Ecuador werden ze verrast door een zware regenbui en in de Filipijnen deden ze mee aan de jaarlijkse kruisiging op Goede Vrijdag waarbij tientallen katholieke Filipijnen zich laten kruisigen en zich tot bloedens toe laten geselen. Britt en Ymke liepen mee in de stoet en droegen een kruis.
Speciaal voor de aftiteling had Dekker een single opgenomen onder de naam De Wereld Rond (feat. Ymke). In dit lied vertelde Dekker hun wereldreis in het kort. Ook Wieringa heeft een kleine bijdrage aan de single.

## Afleveringen
| Nr. | Titel                                                | Land                     | Kijkcijfers     | Uitzenddatum  |  |
| --- | ---------------------------------------------------- | ------------------------ | --------------- | ------------- |  |
| 1 | Britt en Ymke en het mysterie van de mayakalender    | Mexico                   | 594.000 kijkers | 24 april 2012 |  |
| Britt en Ymke krijgen te horen dat ze naar Mexico gaan voor de eerste aflevering. Als eerste opdracht moeten ze een bloedworst maken in een slagerij. Aangekomen in Mexico krijgen ze de head dance aangeleerd en moeten die later opvoeren voor een aantal inwoners. Als de twee door de stad fietsen op een bakfiets maken ze een kleine aanrijding waar de politie zich mee gaat bemoeien, maar Ymke weet zich daar uit te praten. Later in het programma bezoeken ze The Island of Dolls waar allemaal oude poppen hangen. Britt en Ymke vinden het maar eng. Voor de laatste opdracht van deze aflevering gaan Britt en Ymke naar een tempel van de Maya's en offeren daar een klein beetje van hun eigen bloed. |                                                      |                          |                 |               |  |
| 2 | Britt en Ymke en het mysterie van de bananenkoningin | Ecuador                  | 512.000 kijkers | 1 mei 2012    |  |
| Voor de tweede aflevering gaan Britt en Ymke naar Ecuador. Hun eerste opdracht is een commercial opnemen voor bananen bij een groentewinkel. In Ecuador aangekomen gaan ze als eerste naar een park op de evenaar en doen daar verschillende opdrachten. Als het stel naar een basisschool gaan, kopen ze onderweg in de supermarkt alle wc-rollen en delen deze uit aan de schoolgaande kinderen. Hierna gaan ze naar een Sjamaan en ondergaan een reinigingsritueel. Die avond worden de twee verrast door een zware regenbui. Het water in het hotel staat tot hun knieën. Als laatste opdracht van deze aflevering doen ze mee aan een missverkiezing waar Britt en Ymke het opnemen tegen de plaatselijke bevolking. Ymke wint en krijgt een lint uitgereikt. |                                                      |                          |                 |               |  |
| 3 | Britt en Ymke en het mysterie van het gouden zaad    | Oman                     | 452.000 kijkers | 8 mei 2012    |  |
| Als voorbereiding op de reis nemen Dennis en Rick Britt en Ymke mee naar een paardenfokkerij in Twello. Hier zien ze hoe er zaad van een paard verzameld wordt. Aangekomen in Masqat brengen de twee een bezoekje aan een moskee. Hier bezoeken ze onder andere het mannen- en vrouwengedeelte. Om te kunnen zwemmen en zich helemaal onder te dompelen in de Omaanse cultuur kopen ze een boerkini en traditionele kledij. Als opdracht krijgen ze een geit die ze op de plaatselijke markt moeten verkopen. Na de geit succesvol verkocht te hebben gaan ze verder naar een bos waar ze een berg moeten beklimmen. Britt vindt het maar niks en gaat niet klimmen, Ymke probeert het maar geeft het ook al snel op. Om het mysterie van deze aflevering ook op te lossen gaan ze naar een kameelfokkerij waar ze zien hoe de bevolking het zaad van een kameel opvangt om het te verkopen. Na een wandeling in de woestijn van Oman komen ze bij een tentenkamp van bedoeïen. Bij de bedoeïnenvrouw drinken ze nog wat en gaan het kamp in om bij de kamelen kamelenmelk te drinken. De volgende dag beginnen ze aan hun laatste opdracht van deze aflevering: het winnen van een kamelenrace. Britt doet er alles voor om de race te winnen, wat nog aardig lukt ook. Ymke had geen zin en bekeek Britt haar prestaties. |                                                      |                          |                 |               |  |
| 4 | Britt en Ymke en het mysterie van de witte tafeldame | Japan                    | 450.000 kijkers | 15 mei 2012   |  |
| Voorafgaand aan hun reis krijgen Britt en Ymke een lesje tafeletiquette van Anouk van Eekelen. Britt neemt Ymke mee naar een boysclub waar jonge Japanse mannen rijke Japanse vrouwens entertainen, om Ymke aan een man te helpen. Helaas zit er geen potentieel relatie materiaal tussen. Hierna geven Dennis Weening en Rick Brandsteder de meiden de opdracht om een aardbevingoefening te doen in een centrum. Op de terugweg komen ze langs een Cat Café en gaan daar naar binnen, hier probeert Britt Ymke te koppelen aan een van de bezoekers van het café waarna ze de twee al snel weer uit elkaar haalt om verder te gaan. Ymke probeert hierna vervolgens wraak te nemen door Britt mee te nemen naar een tempel waar de meiden moeten gaan mediteren. Wie zich niet concentreert zal geslagen worden met een stok. Als laatste opdracht zal het stel zich als echte geisha (de witte tafeldames) verkleden en ze vermaken samen met de echte geisha's Japanse zakenlui op de traditionele manier. |                                                      |                          |                 |               |  |
| 5 | Britt en Ymke en het mysterie van de jezuskus        | Filipijnen               | 361.000 kijkers | 22 mei 2012   |  |
| ... |                                                      |                          |                 |               |  |
| 6 | Britt en Ymke en het mysterie van de giftige pijl    | Namibië                  | 385.000 kijkers | 30 mei 2012   |  |
| ... |                                                      |                          |                 |               |  |
| 7 | Britt en Ymke en het mysterie der mysteries          | Alle 6 voorgaande landen | 315.000 kijkers | 5 juni 2012   |  |
| Overzicht van alles wat Britt en Ymke hebben beleefd en materiaal wat nog niet is uitgezonden. |                                                      |                          |                 |               |  |